# Recep Efe
Recep Efe (* 1. April 1990) ist ein türkischer Biathlet.
Recep Efe machte seine ersten internationalen Schritte als Skilangläufer. In Yabuli nahm er an der Winter-Universiade 2009 teil und wurde dort 85. über 10 Kilometer Freistil, 78. des Sprints und 75. des Verfolgungsrennens. Im folgenden Winter startete er in Ridnaun auch erstmals im Biathlon und wurde im Rahmen des IBU-Cup-Einzels 122. Sein bislang bestes Resultat in der Rennserie erzielte er als 52. eines Sprints 2011 in Bansko. In Torsby nahm Efe an den Biathlon-Juniorenweltmeisterschaften 2010 teil, bei denen der Türke 77. des Einzels, 80. des Sprints und 18. mit der Staffel wurde. Es folgten die Biathlon-Europameisterschaften 2010 der Junioren in Otepää, wo Efe 54. in Einzel und Sprint, sowie 51. der Verfolgung wurde. Der bisherige Karrierehöhepunkt wurden die Biathlon-Weltmeisterschaften 2011 in Chanty-Mansijsk, an denen er gemeinsam mit Ahmet Üstüntaş die ersten Vertreter der Türkei überhaupt bei Biathlon-Weltmeisterschaften war. Im Sprint belegte er den 123. Platz, im Einzel wurde er 120.

## Biathlon-Weltcup-Platzierungen
Die Tabelle zeigt alle Platzierungen (je nach Austragungsjahr einschließlich Olympische Spiele und Weltmeisterschaften).
- 1.–3. Platz: Anzahl der Podiumsplatzierungen
- Top 10: Anzahl der Platzierungen unter den ersten zehn (einschließlich Podium)
- Punkteränge: Anzahl der Platzierungen innerhalb der Punkteränge (einschließlich Podium und Top 10)
- Starts: Anzahl gelaufener Rennen in der jeweiligen Disziplin
- Staffel: inklusive Mixed- und Single-Mixed-Staffeln

| Platzierung                    | Einzel | Sprint | Verfolgung | Massenstart | Staffel | Gesamt |
| ------------------------------ | ------ | ------ | ---------- | ----------- | ------- | ------ |
| 1. Platz                       |        |        |            |             |         |        |
| 2. Platz                       |        |        |            |             |         |        |
| 3. Platz                       |        |        |            |             |         |        |
| Top 10                         |        |        |            |             |         |        |
| Punkteränge                    |        |        |            |             |         |        |
| Starts                         | 1      | 1      |            |             |         | 2      |
| Stand: Nach der Saison 2010/11 |        |        |            |             |         |        |